# Heinola
Heinola è una città finlandese di 18131 abitanti, situata nella regione del Päijät-Häme.
In questa città dal 1999 al 2010 si svolse il campionato mondiale di sauna. I partecipanti, provenienti da tutto il mondo, dovevano resistere il più a lungo possibile all'interno d'una sauna con temperature che superano anche i 110 °C.
L'evento non si tiene più dopo che nel 2010 morì uno dei finalisti e un altro rimase gravemente ustionato.